# Fabian Brandes
Fabian Brandes ist ein professioneller deutscher Pokerspieler, der sich auf die Variante Pot Limit Omaha spezialisiert hat. Er gewann 2022 ein Bracelet bei der World Series of Poker.

## Pokerkarriere
Seine erste Geldplatzierung bei einem Live-Pokerturnier erzielte Brandes Anfang Juli 2015 im Venetian Resort Hotel in Paradise am Las Vegas Strip. Im Juni 2016 war er erstmals bei der World Series of Poker (WSOP) im Rio All-Suite Hotel and Casino am Las Vegas Strip erfolgreich und kam bei einem Turnier der Variante Pot Limit Omaha in die Geldränge. Bei der WSOP 2018 erzielte der Deutsche zwei Geldplatzierungen. Mitte Januar 2020 belegte er bei einem Omaha-Turnier der Aussie Millions Poker Championship in Melbourne den mit rund 100.000 Australischen Dollar dotierten sechsten Platz. Bei der WSOP 2022, die erstmals im Bally’s Las Vegas und Paris Las Vegas ausgespielt wurde, erreichte Brandes den Finaltisch des 25.000 US-Dollar teuren Pot-Limit Omaha High Roller. Dort unterlag er im Heads-Up dem Chinesen Tong Li und erhielt seine bislang höchste Auszahlung von mehr als 900.000 US-Dollar. Neun Tage nach diesem Erfolg gewann Brandes bei der Turnierserie ein ebenfalls in Pot Limit Omaha gespieltes Event und sicherte sich ein Bracelet sowie den Hauptpreis von über 370.000 US-Dollar.
Insgesamt hat sich Brandes mit Poker bei Live-Turnieren knapp 1,5 Millionen US-Dollar erspielt.